# Infrantenna fissilis
Infrantenna fissilis — вид жуків з родини каптурників (Bostrichidae). Описаний у 2022 році.

## Поширення
Ендемік Таїланду. Виявлений у провінції Мехонгсон на півночі країни.

## Опис
Жуки дрібних розмірів, довжина тіла самця від 3,3 до 3,6 мм, самиці від 4 до 4,5 мм. Основне забарвлення тіла коричневе. Голова, переднеспинка, передні та середні гомілки та лапки, вентральна сторона червонувато-коричневі. Верхня губа, вусики, диск надкрил, передні та середні стегна і всі задні ноги коричневі. Переднеспинка та надкрила поступово темніють відповідно спереду та ззаду, схил надкрил темно-коричневий.